# Новоселівка (Бородінська селищна громада)
Новосе́лівка (у минулому: Село № 18, Ной-Ельфт)  — село Бородінської селищної громади, у Болградському районі Одеської області України. Засноване німецькими колоністами. Відстань до райцентру становить 178 км і проходить автошляхами: Т 1644, Т 1627, E87.

## Географія
Селом тече річка Вале Єш Мурза.

## Назва
Указом Президії Верховної Ради УРСР від 14 листопада 1945 року село Нова Саїца Ганнівської сільради Бородінського району Ізмаїльської області перейменували на село Новоселівка.

## Історія
12 червня 2020 року, відповідно до Розпорядження Кабінету Міністрів України від № 724-р «Про визначення адміністративних центрів та затвердження територій територіальних громад Одеської області», увійшло до складу Бородінської селищної територіальної громади.
19 липня 2020 року, в результаті адміністративно-територіальної реформи і ліквідації Тарутинського району, село увійшло до складу новоутвореного Болградського району.

## Населення
Згідно з переписом УРСР 1989 року чисельність наявного населення села становила 147 осіб, з яких 69 чоловіків та 78 жінок.
За переписом населення України 2001 року в селі мешкало 155 осіб.

### Мова
Розподіл населення за рідною мовою за даними перепису 2001 року:
| Мова       | Відсоток |
| ---------- | -------- |
| молдовська | 79,35 %  |
| російська  | 13,55 %  |
| українська | 6,45 %   |
| болгарська | 0,65 %   |